# Эренбург (замок, Рейнланд-Пфальц)
Эренбург (нем. Ehrenburg) — руины средневекового замка, расположенного в коммуне Броденбах, в районе Майен-Кобленц, в федеральной земле Рейнланд-Пфальц, Германия. Замок находится на высоте 230 метров над  уровнем моря. Комплекс построен на скалистом отроге в долине ручья Эрбах, в правобережной части бассейна реки Мозель. По своему типу относится к замкам на вершине. Когда-то эта крепость с прилегающими поместьями была административным и политическим центром небольшого имперского баронства между Нижним Мозелем и Средним Рейном. Сегодня замок является важной достопримечательностью региона, а также памятником культурны, в котором проводятся многочисленные мероприятия.

## История

### Ранний период
Замок Эренберг, вероятно, изначально принадлежал епархии Трирского епископства. В эпоху раннего Средневековья укрепление использовалось как убежища для окрестных жителей во время вражеского вторжения. Самая старая из сохранившихся частей нынешнего Эренбурга — верхний замок — представляет собой остатки усадебного здания. Им, судя по всему, являлся прямоугольный по форме жилой дом-башня. 

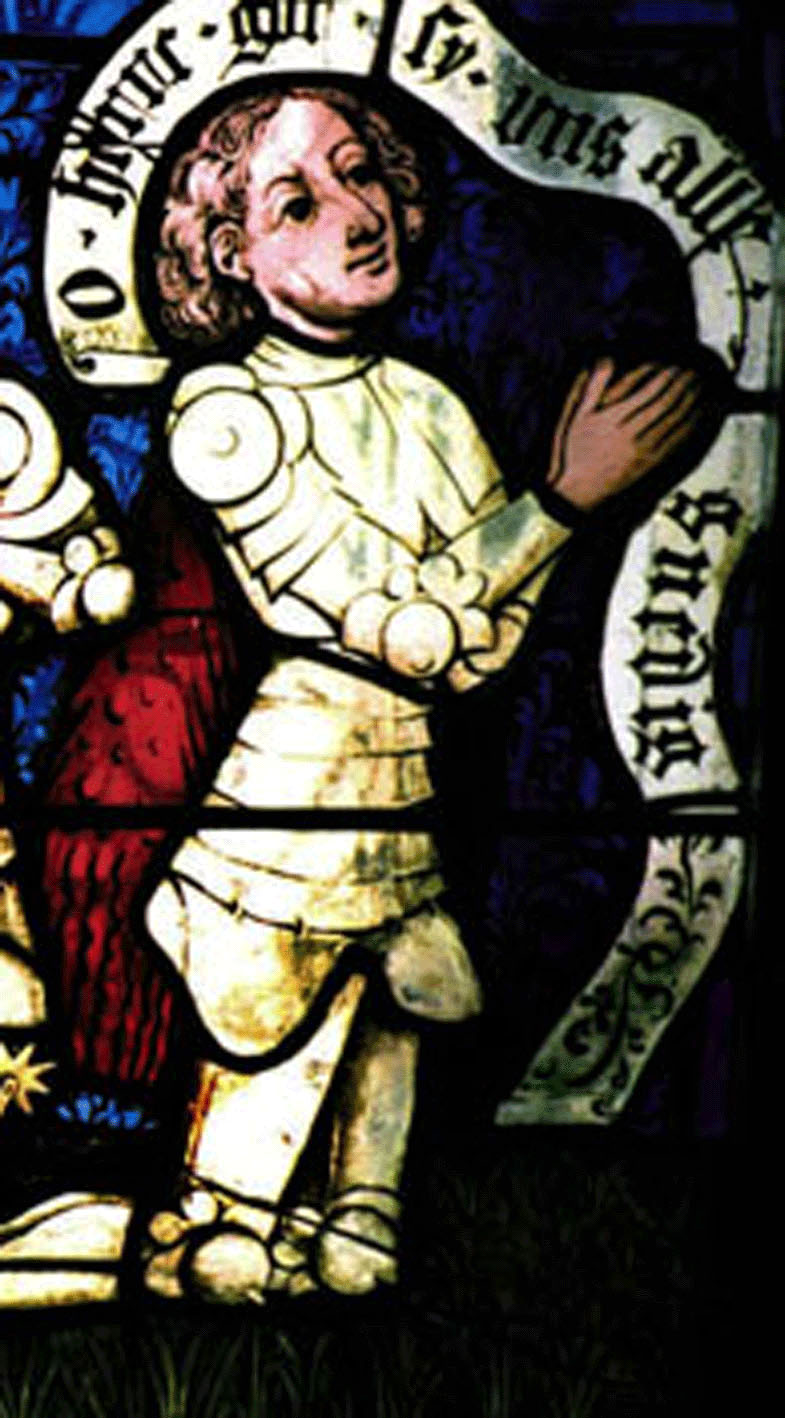
Изображение Куно фон Пюрмонт унд Эренберг

Считается, что в первой половине XII века этот изначально очень маленький замок был построен как одна из вотчин рода Гогенштауфенов. В 1161 году замок впервые упоминается как Castrum Eremberch в акте о неуважении со стороны императора Священной римской империи Фридриха I Барбароссы. Этот документ подтверждает отказ от прав на доходы от двух церковных приходов в Трирском архиепископстве и на участие в управлении городом Трир его младшего сводного брата, пфальцграфа Конрада фон Гогенштауфена. В свою очередь архиепископ Трирский Хиллин фон Фальман, в качестве компенсации за отказ братьев Гогенштауфенов от власти в церковных приходах обязался отдать Эренбург. Эта крепость находилась в стратегически важном месте, так как позволяла держать под контролем переправы через Мозель между Броденбахом и Хатценпортом. Кроме того, замок защищал окружающие имперские поместья. Столь сложное юридическое соглашение, предназначенное для разрешения многих споров, существовало до самого конца XVIII века. То есть до упадка автономных образований Пфальца и Трира. Причём упразднило прежний порядок вещей армии Наполеона I в Германию.
Вероятно, полноценный замок был возведён рыцарями из рода фон Динстманнер. Эти дворяне, ставшие сеньорами Эренберга, были вассалы Кёльнского и Трирского архиепископств. Позднее сюзеренами замка стали упоминаться рейнские пфальцграфы. Впервые речь об этом идёт в документах 1189 года. Владение со временем пришлось разделить между двумя или тремя семьями. С середины XIII века вторая, более молодая семья (линия Фридрихов) носила герб, в котором золотой изгиб сопровождался маленькими крестами, а примерно с 1480 года — золотыми лилиями.
В 1331 году имперские министериалы , захватившие замки Вальдек, Шёнек, Эльтц и Эренбург, заключили особый союз. Во время междоусобицы за контроль над крепостью Эльтц, они боролись против территориальной политики курфюрста Трира Бодуэна Люксембургского. Этот человек пытался установить мир на Среднем Рейне и покончить с бесчинствами, которые творили семьи рыцарей-разбойников. Пять лет спустя обе стороны подписали договор. Согласно ему рыцари признавали суверенитет курфюршества Трира в обмен на получение статуса бургграфов и возможности передавать свои владения по наследству.
В 1397 году последний светский владелец Эренберга был вовлечён в очередной конфликт рыцарей с курфюрстом Трира Вернером фон Фалькенштайном. Это привело к разрушению более 200 домов в городе Кобленц. В ответ ополчение, составленное из бюргеров Кобленца, подступило к Эренебургу и осадило замок. Причём у осаждающих имелась пушка (что в ту эпоху являлось редкостью). Год спустя собственником замка и баронии стал Йоханн Шёнберг. 
В 1426 году крепость перешла под контроль Куно фон Пюрмонта унд Эренберга. 

### XVI–XVII века

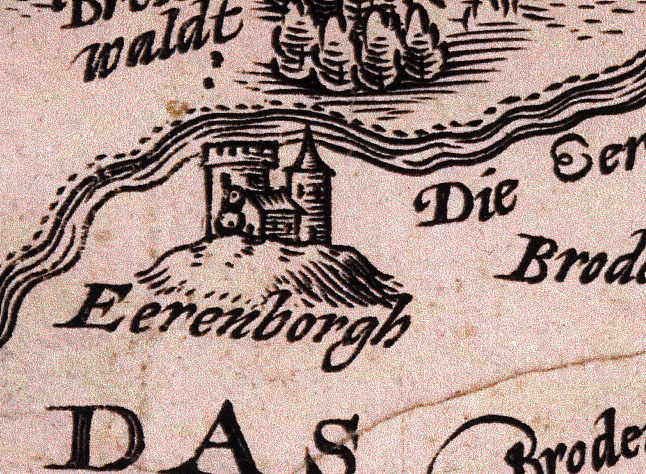
Рисунок замка на карте 1800 года

в 1526 году собственником крепости стал Филипп фон Эльц из влиятельного рода фон Эльтц, а в 1561 году — представители семей фон Квадт. В 1621 году замок в очередной раз сменил хозяина. Комплекс перешёл во владение семьи фон Хоэнсброэх. В ходе Тридцатилетней войны замок на 11 лет оказался под контролем испанцев (с 1640 по 1651 год). Наконец в 1668 году Эренбург был передан баронскому роду фон Клодт.
Во время Война Аугсбургской лиги 1 ноября 1688 года замок захватили французские отряды из армии Людовика XIV. Всего год спустя часть фортификационных сооружений была взорвана. В целости осталась только замковая часовня. Она не была заброшена и служила местным жителям церковью в последующие годы. 
Сам замок уже в XIV веке перестал быть основной жилой резиденцией для своих владельцев. Эренбург использовался в первую очередь как важная крепость, где располагался гарнизон, а вся полнота власти находилась в руках кастеляна. Последним официальным хозяином замка в конце XVIII века в статусе имперского рыцарz и кастеляна называли барона Бенедикта фон Клодта. Одновременно он был лордом замков Ландскрон, Эренберг, Хеннен, Гримберг, Мейл и Томберг, а также председательствующим судьёй в Кобленце.

### XVIII–XX века

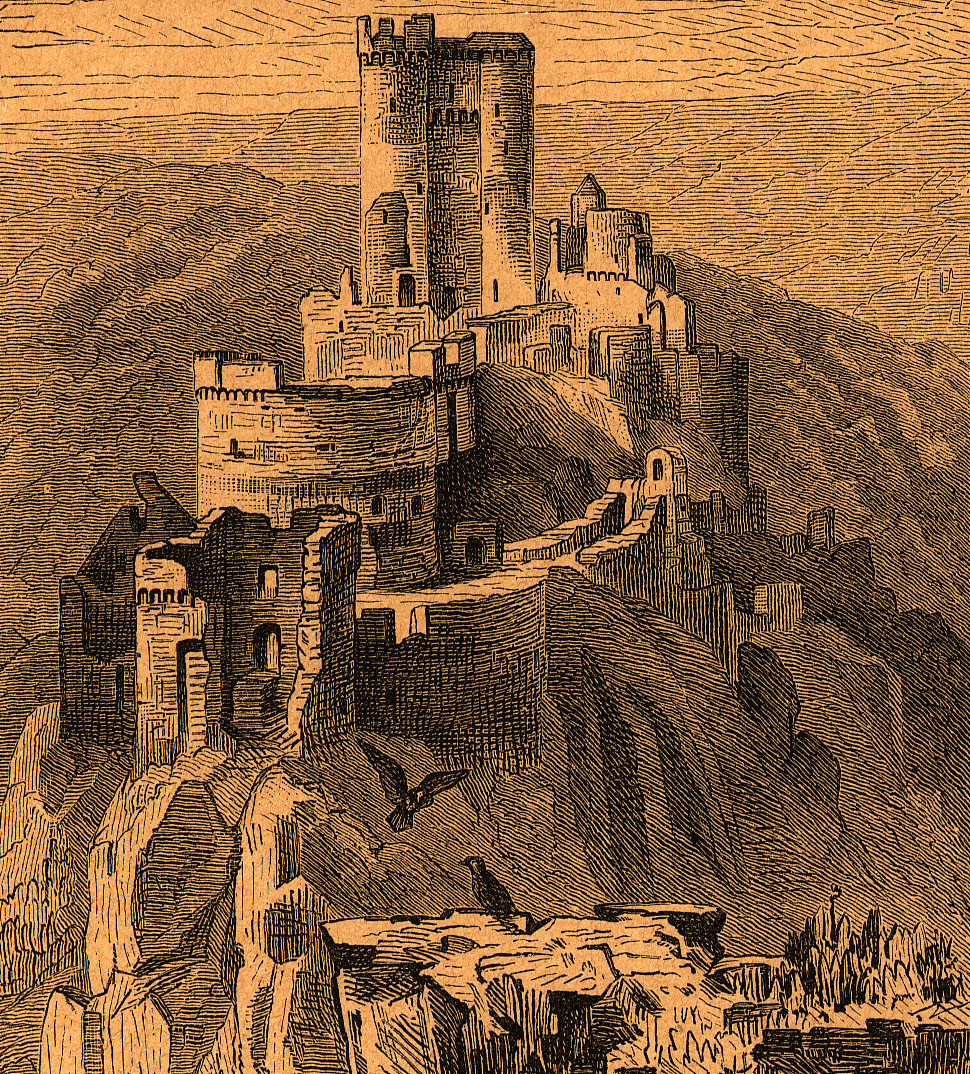
Замок на рисунке 1880 года

В 1798 году замок перешёл во владение Генриха Фридриха фон Штайна. В 1831 году комплекс перешёл в собственность рода фон Кильмансегг. Ещё через некоторое время имение выкупили дворяне из рода фон Грёбен
В 1924 году замок приобрёл граф фон Каниц-Каппенберг (хозяин замка Каппенберг). Комплекс в итоге сохранился в частной собственности. С 1993 года работами по реставрации и замка занимались волонтёры из общества «Друзей Эренбурга» (Freundeskreis der Ehrenburg). Средства на ремонт собирались за счёт пожертвований.

## Описание
Комплекс построен на высокой скале. Он состоит из двух частей: Верхнего (цитадель) и Нижнего (форбург) замков. Внутрь можно попасть только по единственному мосту, который построен над глубоким рвом с восточной стороны. Стена, построенная со стороны моста (Шильдмауэр) имеет толщину до четырёх метров. Доминантой Верхнего замка является высокий бергфрид, который представляет из себя сразу две соединённые между собой 20-метровые башни. Объяснение почти одновременному строительству сразу двух башен до сих пор не найдено. Возможно, таким образом было найдено компромиссное решение в ту эпоху, когда Эренберг одновременно принадлежал сразу двум семьям. 

## Современное использование
В частично восстановленном форбурге действует отель. Внутри замкового комплекса регулярно проводятся исторические реконструкции и культурные мероприятия. Бергфрид выполняет функцию смотровой башни. С его верхней площадки открываются живописные виды на окрестные земли. 

## Галерея

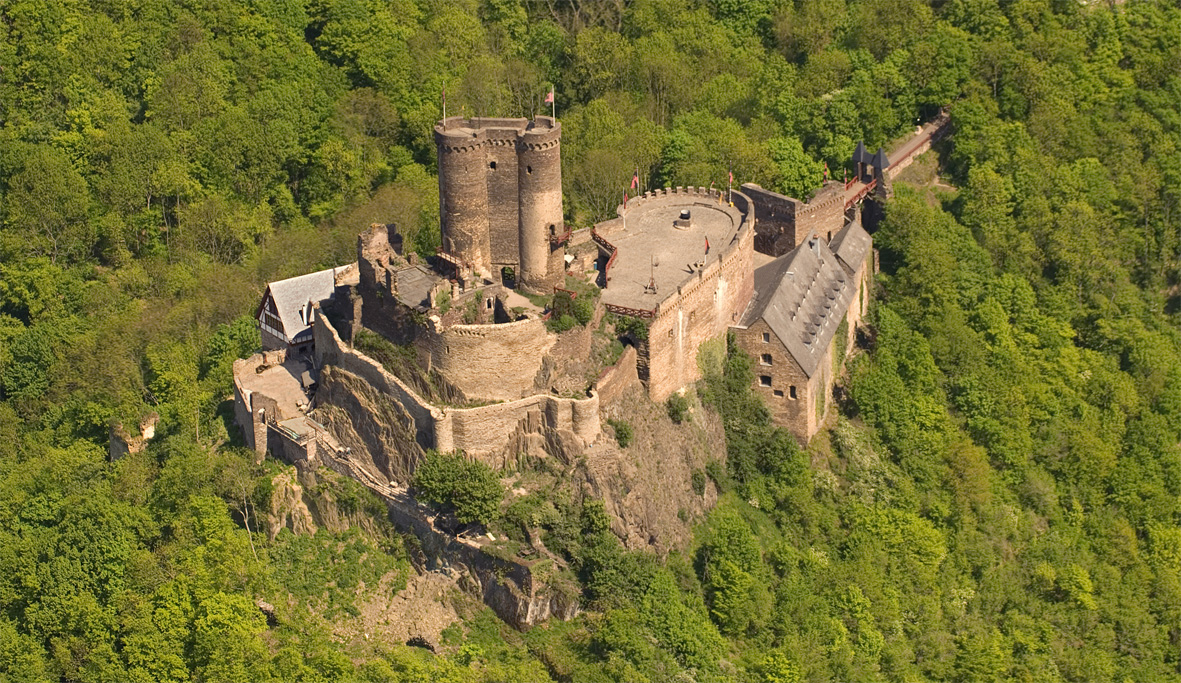
Вид руин замка сверху
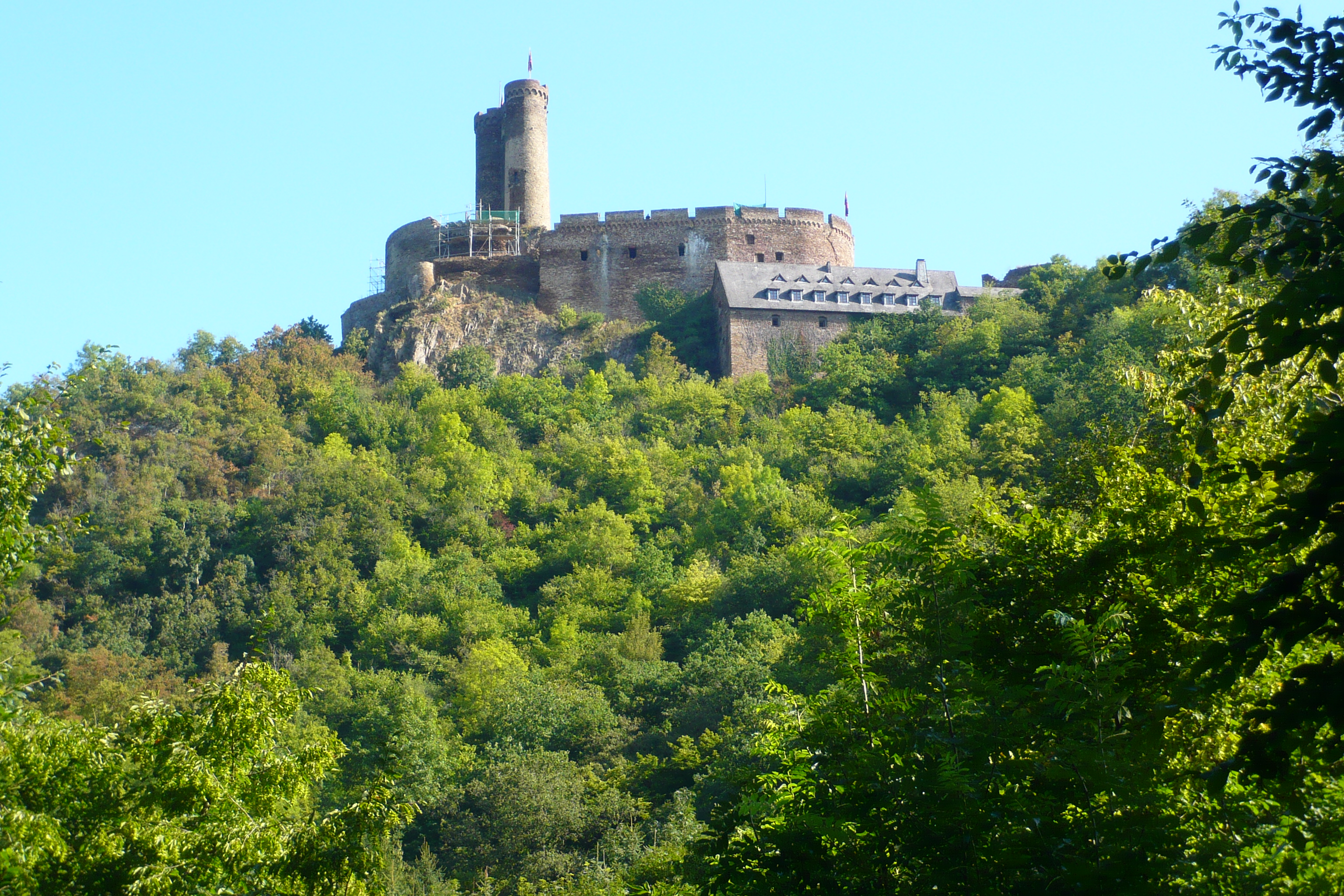
Общий вид замка
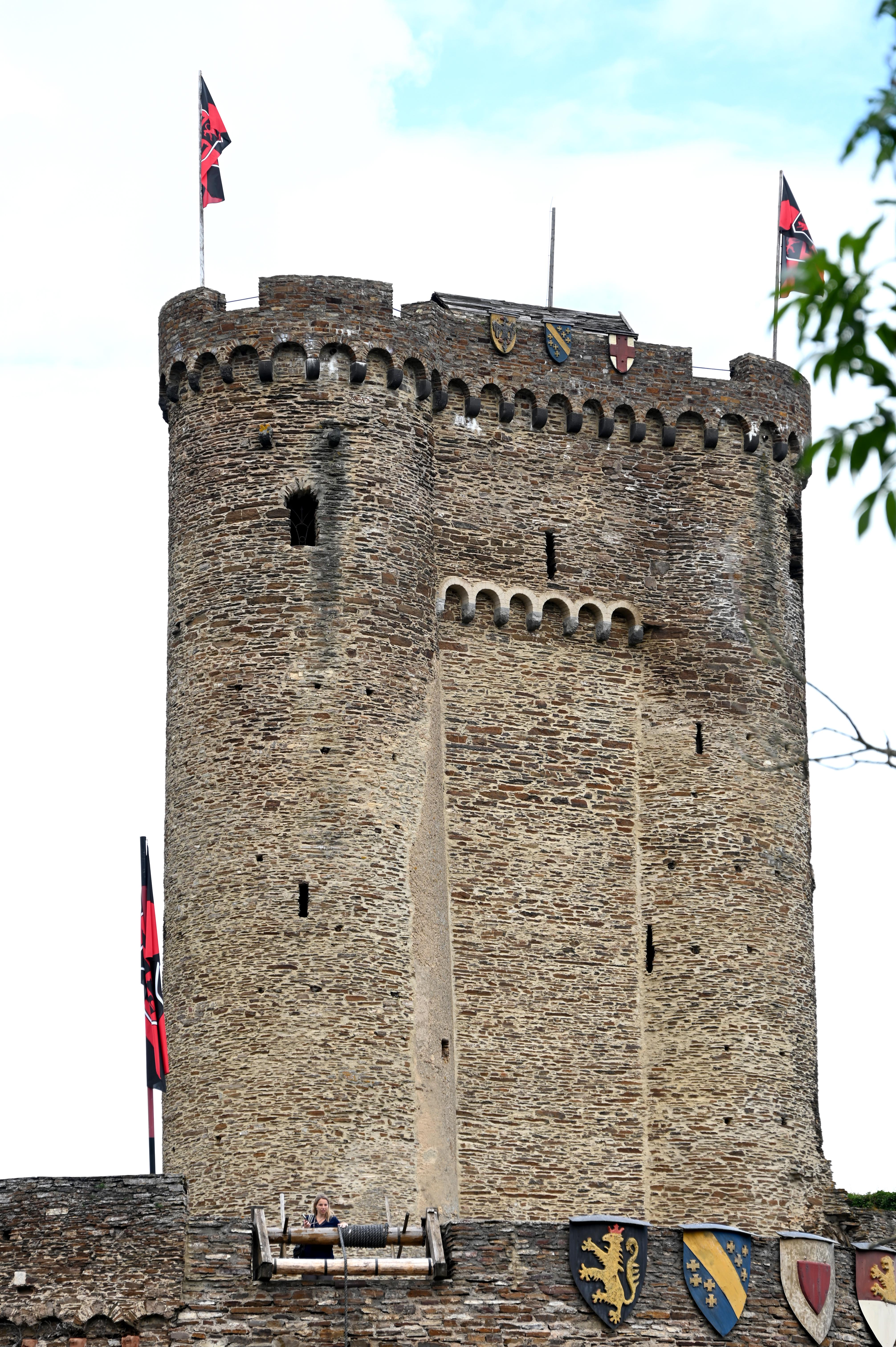
Бергфрид замка
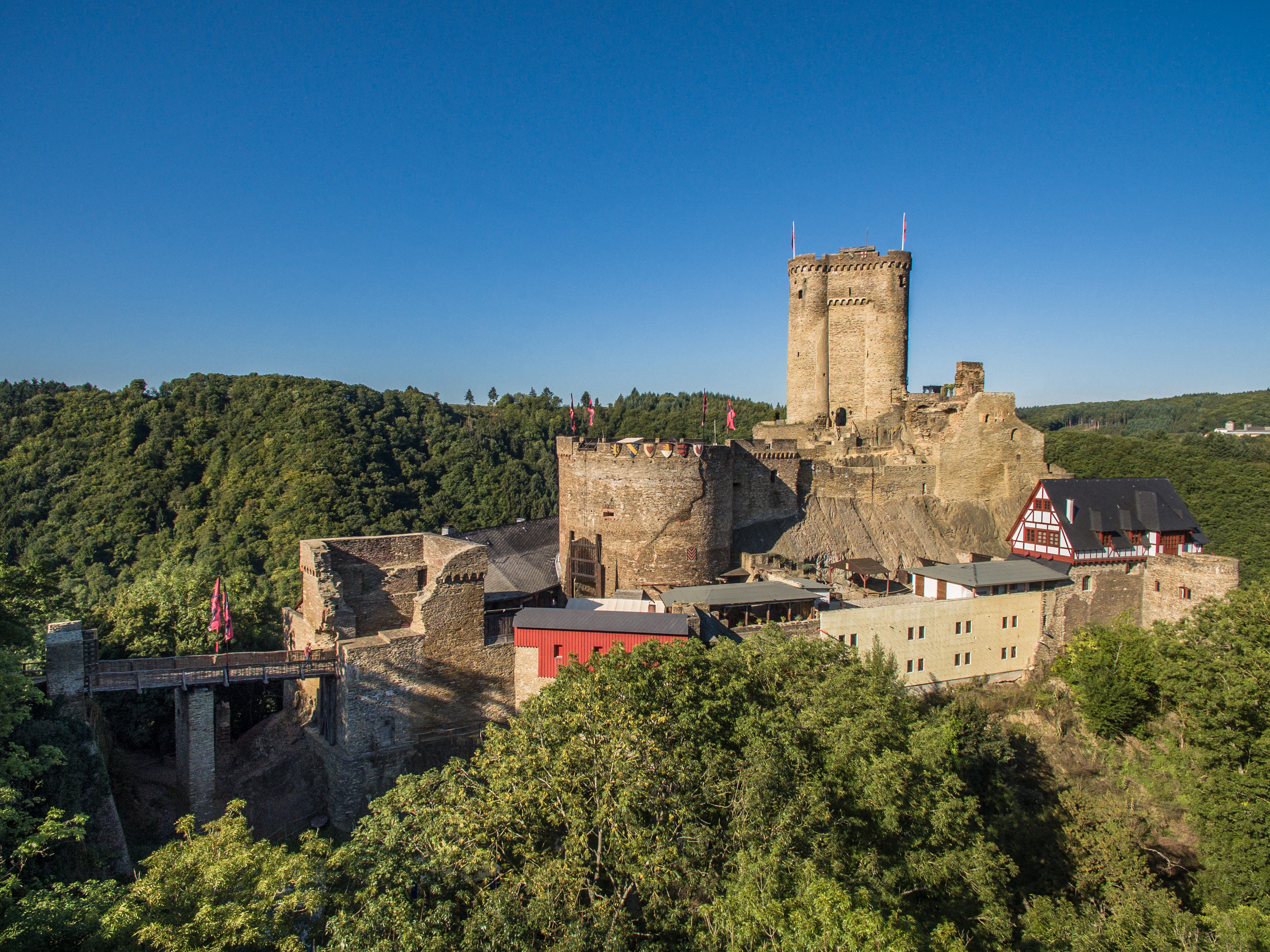
Вид замка с северной стороны
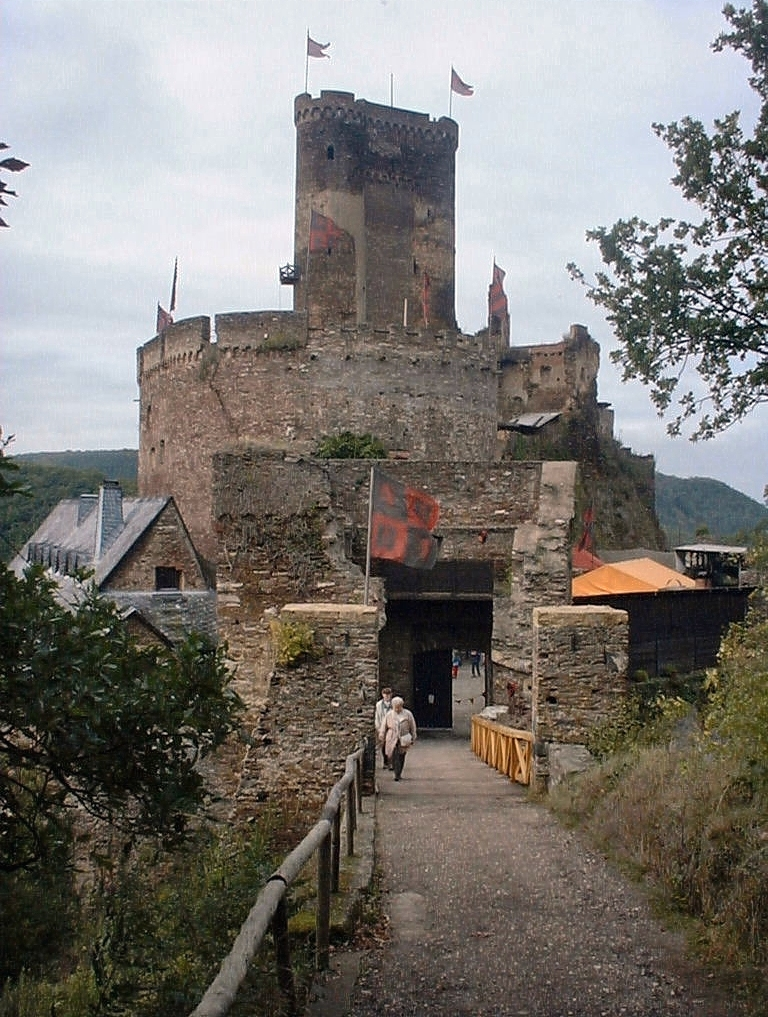
Ворота, ведущие в замок